# 타이완 성도

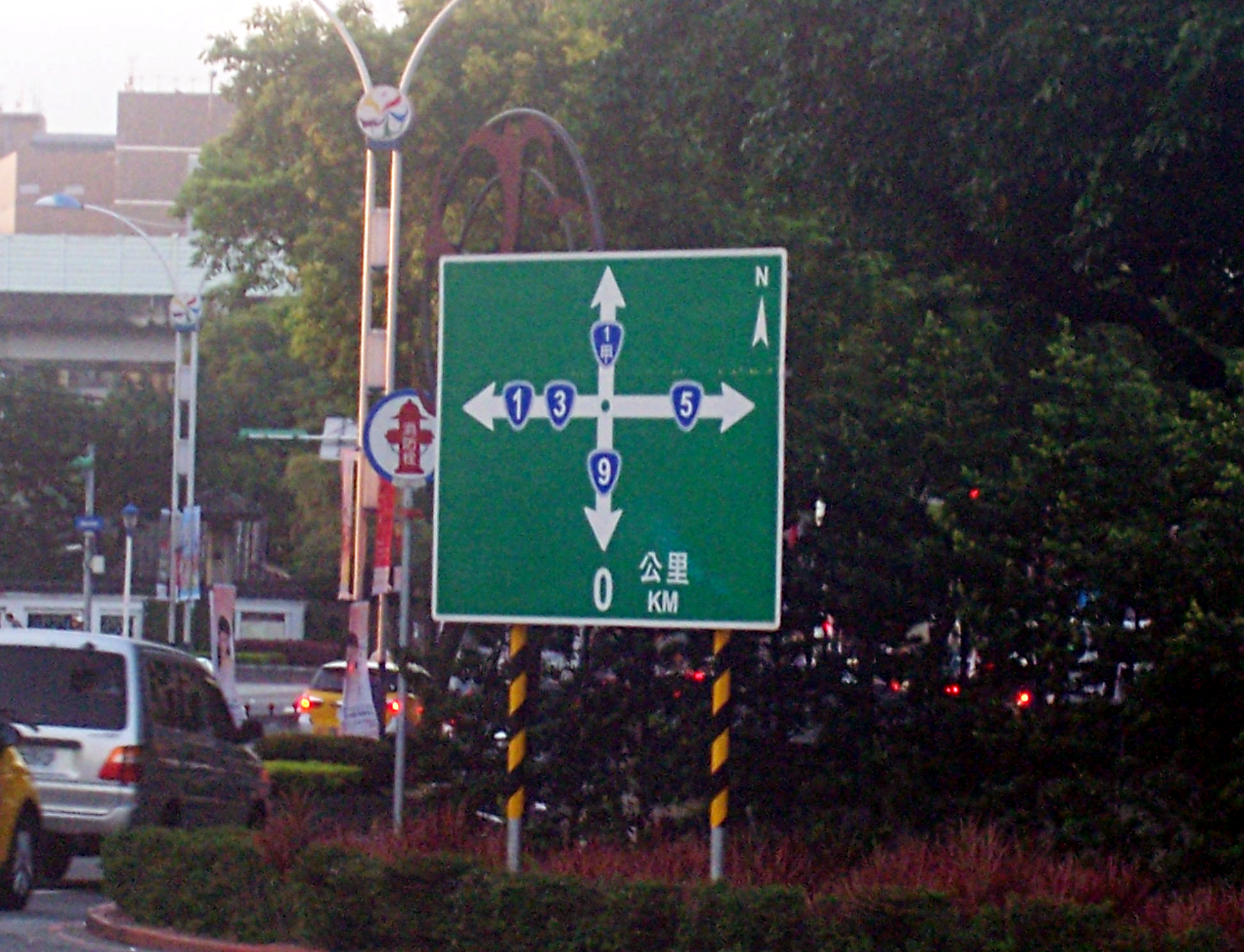
도로원표

타이완 성도(중국어 정체자: 台灣省道, 병음: Táiwān Shěngdào 타이완 셩다오[*])는 타이완의 지방도로로 중화민국의 공로법(公路法)에 의해 복수의 현이나 시를 연결하는 주요도로이다. 중화민국 교통부에서 관할하고 있다.

## 표지 및 기호
성도에는, 일반성도와 성도쾌속공로가 있다.
- 일반성도 : 배경색이 남색인 방패형으로, 일본 국도의 기호와 흡사하다. 가장자리 장식은 남색으로 흰색의 선이 들어 있다.
- 성도쾌속공로 : 배경색이 적색이며, 가장자리 장식은 남색이다.

도로교통표지 표선호설치규칙 제89조에 의해 규정되어 있다.

일반성도(일반도로)
성도쾌속공로(자동차 전용도로)

## 번호 할당
- 주선 : 남북, 동북, 서남에 적합한 것의의 도로는 홀수, 서북, 동남에 적합한 도로는 짝수의 번호를 할당한다.
- 지선 : 주선의 번호에 지선은 십천간(갑甲, 을乙, 병丙, 정丁, 무戊, 기己, 경庚, 신辛, 임壬, 계癸)의 문자를 할당할 수 있다.

주선
지선

## 타이완 성도의 계통

### 쾌속공로(快速公路)
타이완 성도 노선 중에서 자동차 전용도로 구간에 속하는 도로이며, 고속공로(국도)를 보조하는 역할을 한다. 노선기호는 교통부공로총국이 2007년 10월 19일에 발표한 빨간색 바탕에 파란색 태두리로 되어 있는 기호이다.

### 환도공로(環島公路)
타이완을 일주하는 대동맥이며 타이완 성도 1호선(대만 서부)과 타이완 성도 9호선(대만 동부)으로 구성되어 있다. 총연장은 약 935.8km이다.

### 횡관공로(橫貫公路)
타이완 동서부를 연결하는 간선도로.

### 종관공로(縱貫公路)
대만 서부의 보조 간선도로.

### 빈해공로(濱海公路)
해변지구의 주요간선도로.

### 연락공로(聯絡公路)
각 지방을 연결하는 연락도로.

## 노선 목록
| 번호          | 도로 계통 | 기점・종점                                                  | 총연장     | 도로 현황   |
| ------------- | --------- | ----------------------------------------------------------- | ---------- | ----------- |
| 성도 제1호선  | 환도공로  | 타이베이시 중정구 ~ 핑둥현 팡산향 펑강(楓港)                | 460.600 km | 전구간 개통 |
| 성도 제2호선  | 빈해공로  | 신베이시 단수이구 관두(関渡) ~ 이란현 쑤아오진 쑤아오항     | 169.521 km | 전구간 개통 |
| 성도 제3호선  | 종관공로  | 타이베이시 중정구 ~ 핑둥현 핑시                             | 436.809 km | 전구간 개통 |
| 성도 제4호선  | 연락공로  | 타오위안시 다위안향 竹圍 ~ 타오위안시 룽탄향 스먼(石門)     | 39.297 km  | 전구간 개통 |
| 성도 제5호선  | 연락공로  | 타이베이시 중정구 ~ 지룽시 런아이구                         | 28.921 km  | 전구간 개통 |
| 성도 제6호선  | 연락공로  | 먀오리현 허우룽진 룽강(龍港) ~ 먀오리현 스탄향 원수이(汶水) | 31.448 km  | 전구간 개통 |
| 성도 제7호선  | 횡관공로  | 타오위안시 다시진 ~ 이란현 좡웨이향 公館                    | 129.519 km | 전구간 개통 |
| 성도 제8호선  | 횡관공로  | 타이중시 둥스구 ~ 화롄현 신청향                             | 189.994 km | ×           |
| 성도 제9호선  | 환도공로  | 타이베이시 중정구 ~ 핑둥현 팡산향 펑강(楓港)                | 476.072 km | 전구간 개통 |
| 성도 제10호선 | 연락공로  | 타이중시 칭수이구 ~ 타이중시 펑위안구                       | 21.119 km  | 전구간 개통 |
| 성도 제11호선 | 빈해공로  | 화롄현 화롄시 ~ 타이둥현 타이마리향 메이허(美和)            | 178.229 km | 전구간 개통 |
| 성도 제12호선 | 연락공로  | 타이중시 우치구 ~ 타이중시 중 구                            | 23.193 km  | 전구간 개통 |
| 성도 제13호선 | 종관공로  | 신주시 샹산구 ~ 타이중시 펑위안구                           | 69.609 km  | 전구간 개통 |
| 성도 제14호선 | 연락공로  | 장화현 장화시 ~ 난터우현 런아이향 루산 (툰위안)             | 99.016 km  | 전구간 개통 |
| 성도 제15호선 | 빈해공로  | 신베이시 단수이구 관두(関渡) ~ 신주시                       | 83.951 km  | 전구간 개통 |
| 성도 제16호선 | 횡관공로  | 난터우현 밍젠향 ~ 난터우현 런아이향                         | 41.2547 km | 전구간 개통 |
| 성도 제17호선 | 빈해공로  | 타이중시 칭수이구 ~ 핑둥현 팡랴오향                         | 274.129 km | 전구간 개통 |

## 같이 보기
- 중화민국의 현도(중국어판)